# Dieter Etling
Dieter Etling (* 10. November 1944 in Mentin) ist ein deutscher Meteorologe und emeritierter Hochschullehrer an der Gottfried Wilhelm Leibniz Universität Hannover.
Etling studierte Meteorologie und Physik an den Universitäten Frankfurt am Main, Marburg und an der TH Darmstadt. 1976 wurde er promoviert und war als Post-Doktorand IBM Research Center in San José. Danach war er wissenschaftlicher Mitarbeiter an der TH Darmstadt, bevor er 1979 Professor für Theoretische Meteorologie an der Universität Hannover wurde.
Er befasst sich mit der atmosphärischen Grenzschicht, Wellen und Instabilitäten und Wirbeldynamik.
2013 erhielt er die Alfred-Wegener-Medaille in Anerkennung seiner herausragenden Leistungen und innovativen Beiträge im Bereich der atmosphärischen Wirbeldynamik auf unterschiedlichen Skalen (Laudatio).

## Schriften (Auswahl)
- Theoretische Meteorologie, 3. Auflage, Springer 2008